# Незриме життя Адді Лярю
«Незри́ме життя́ Адді Лярю» — фантастичний роман американської письменниці Вікторії Шваб 2020 року, виданий у 2020 році. Протримався у списках бестселерів The New York Times понад 30 тижнів.
У 2021 році роман потрапив до шортлиста премії журналу «Локус» у категорії «Фентезі роман».
Книгу перекладено багатьма мовами та відзначено низкою літературних нагород.

## Стислий сюжет
Події розвиваються у двох часових відрізках, що примітно — в обох випадках, головна героїня — одна й та сама дівчина. Франція, XVIII сторіччя. Аделін Ларю, живе у селі з батьком та матір'ю. Дівчина виросла волелюбною, але її батьки готуються видати її заміж. Аделін настільки не хоче виходити заміж за некохану людину, що укладає угоду з одним із богів.'
Адді отримує повну свободу в обмін на свою душу. Термін розплати — поки їй не набридне бути вільною. Угода, звичайно ж, виявляється не такою простою — Аделін може цілу вічність поневірятися світом, але тільки ніхто не пам'ятатиме про неї.

## Сприйняття
Роман, в цілому, отримав схвальні відгуки критиків та читачів. Увійшов до довгих списків Літературної премії Бруклінської публічної бібліотеки за 2021 рік, безперерервно перебував у списках бестселерів «Нью-Йорк таймс» протягом 37 тижнів.
Вибрані відзнаки та нагороди:
- 2020 — Премія Bisexual Book Award 2020 у номінації «Фантастика»[5]
- 2020 — Номінація Премії «Вибір Goodreads»[6]
- 2021 — Номінація Премії «Локус» за найкращий фентезійний роман[7]

## Видання та екранізації
Вперше книгу опубліковано 2020 року. Роман неодноразово перевидавався та був перекладений, зокрема й українською, болгарською, італійською, іспанською, китайською, німецькою, польською, португальською, румунською, французькою, чеською мовами. За перший рік було продано понад мільйон примірників.
Видання українською мовою:
- В. Е. Шваб. Незриме життя Адді Лярю = The Invisible Life of Addie LaRue / пер. з англ.: Ірина Вернигора. — Книголав, 2022. — 544 с. — (Полиця бестселер) — ISBN 978-617-8012-13-7.
- В. Е. Шваб. Незриме життя Адді Лярю = The Invisible Life of Addie LaRue / пер. з англ.: Ірина Вернигора. — E-book. — Книголав, 2022. — 544 с. — (Полиця бестселер) — ISBN 978-617-8012-53-3.

Компанія eOne придбала права на екранізацію книги, за її мотивами заплановано зйомки художнього фільму.